# 八坂入媛命
八坂入媛命（やさかいりびめのみこと、生没年不詳）は、景行天皇の皇后。古事記には八尺之入日売命（やさかのいりひめのみこと）とある。父は八坂入彦命（崇神天皇の皇子）で、母は未詳。成務天皇・五百城入彦皇子ら七男六女の母。
景行天皇4年2月21日、景行天皇の妃となった。元々天皇に見初められたのは同母妹の弟媛であったが、固辞した彼女に推薦されて入内に至ったと伝えられる。同52年5月4日に当初皇后だった播磨稲日大郎姫が崩御したことを受け、同年7月7日に新たな皇后に立てられた。成務天皇2年11月10日、皇太后となった。

## 系譜
- 父：八坂入彦命
- 母：未詳
- 同母妹：弟媛
- 夫：景行天皇
  - 子：成務天皇・五百城入彦皇子・忍之別皇子・稚倭根子皇子・大酢別皇子・渟熨斗皇女(渟熨斗姫命)・渟名城皇女・五百城入姫皇女・麛依姫皇女・五十狭城入彦皇子・吉備兄彦皇子・高城入姫皇女・弟姫皇女